# Anemonactis clavus
Anemonactis clavus is een zeeanemonensoort uit de familie Haloclavidae.
Anemonactis clavus is voor het eerst wetenschappelijk beschreven door Quoy & Gaimard in 1833.